# Retroculus lapidifer
Retroculus lapidifer és una espècie de peix de la família dels cíclids i de l'ordre dels perciformes.

## Morfologia
- Els mascles poden assolir 20,3 cm de longitud total.[1][2]

## Hàbitat
És una espècie de clima tropical entre 22 °C-27 °C de temperatura.

## Distribució geogràfica
Es troba a Sud-amèrica: conca del riu Amazones al Brasil.